# Tulipa ferganica
Tulipa ferganica är en liljeväxtart som beskrevs av Aleksei Ivanovich Vvedensky. Tulipa ferganica ingår i släktet tulpaner, och familjen liljeväxter. Inga underarter finns listade.